# Rhaphidospora
- Commons
- Wikispecies

Rhaphidospora Nees, segundo o Sistema APG II, é um género botânico pertencente à família Acanthaceae.

## Espécies
O gênero apresenta as seguintes espécies:
- Rhaphidospora bonneyana (F.Muell.) R.M.Barker
- Rhaphidospora cavernarum (F.Muell.) R.M.Barker
- Rhaphidospora javanica Bremek.
- Rhaphidospora luzonensis (C.B.Clarke) Bremek.
- Rhaphidospora medullosa Bremek.
- Rhaphidospora membranifolia Miq.
- Rhaphidospora novoguineensis Valeton
- Rhaphidospora platyphylla (S.Moore) Bremek. ex A.R.Bean
- «Lista das espécies»